# Zhu Youwen
Zhu Youwen (朱友文), também conhecido como, Kang Qin (康勤) (morto em 912) foi um príncipe imperial do Período das Cinco Dinastias e dos Dez Reinos pertencente à dinastia Liang posterior.